# Sant Mateu de l'Ametlla de Merola
L'Església de Sant Mateu de l'Ametlla de Merola és l'església de l'Ametlla de Merola, al municipi de Puig-reig (Berguedà), Bisbat de Solsona,  inclosa en l'Inventari del Patrimoni Arquitectònic de Catalunya.

## Història
L'església de Sant Mateu es va començar edificar l'any 1875 per l'absis i les capelles laterals. L'any 1877 ja complien el precepte pasqual unes 350 persones utilitzant les naus laterals com a temple provisional mentre s'acabava la nau principal. Serà l'any 1882 quan les obres externes es donaran per acabades, així ho diu la pedra de la llinda: "ANNO DOMINI MDCCCLXXXII". L'interior del temple no s'acabarà fins a l'any 1885. I tot seguit es consagrà l'església i es batejaren les campanes: Mateua la grossa i Vicenta la petita. Fins després de la guerra no s'hi va fer cap obra d'importància, llevat que l'any 1912 es pintés l'església i l'any 1934 es van col·locar uns bancs de fusta que van substituir les cadires de boga.
Amb l'esclat de la Guerra Civil Espanyola (juliol del 1936) es respectà l'edifici, però es va saquejar l'església i es van cremar tots els Sants, Creus i elements religiosos en una foguera a dalt al camp (on actualment hi ha l'aparcament de cotxes).Un cop va finalitzar la Guerra l'any 1939 es va reconstruir tot l'interior del Temple. El 21 de setembre del 1940 el Bisbe de Solsona, Valentí Comellas, beneïa l'interior de l'església i l'altar major fet per l'arquitecte Joan Rubió Bellver. I també es van tornar a batejar les noves campanes amb els noms de Josepa la gran (en memòria de Mn. Josep Barniol, rector de l'Ametlla i assassinat durant la Guerra) i Joana la petita (en record del rector en el moment de la consagració de l'església l'any 1885: Mn. Joan Montañà).

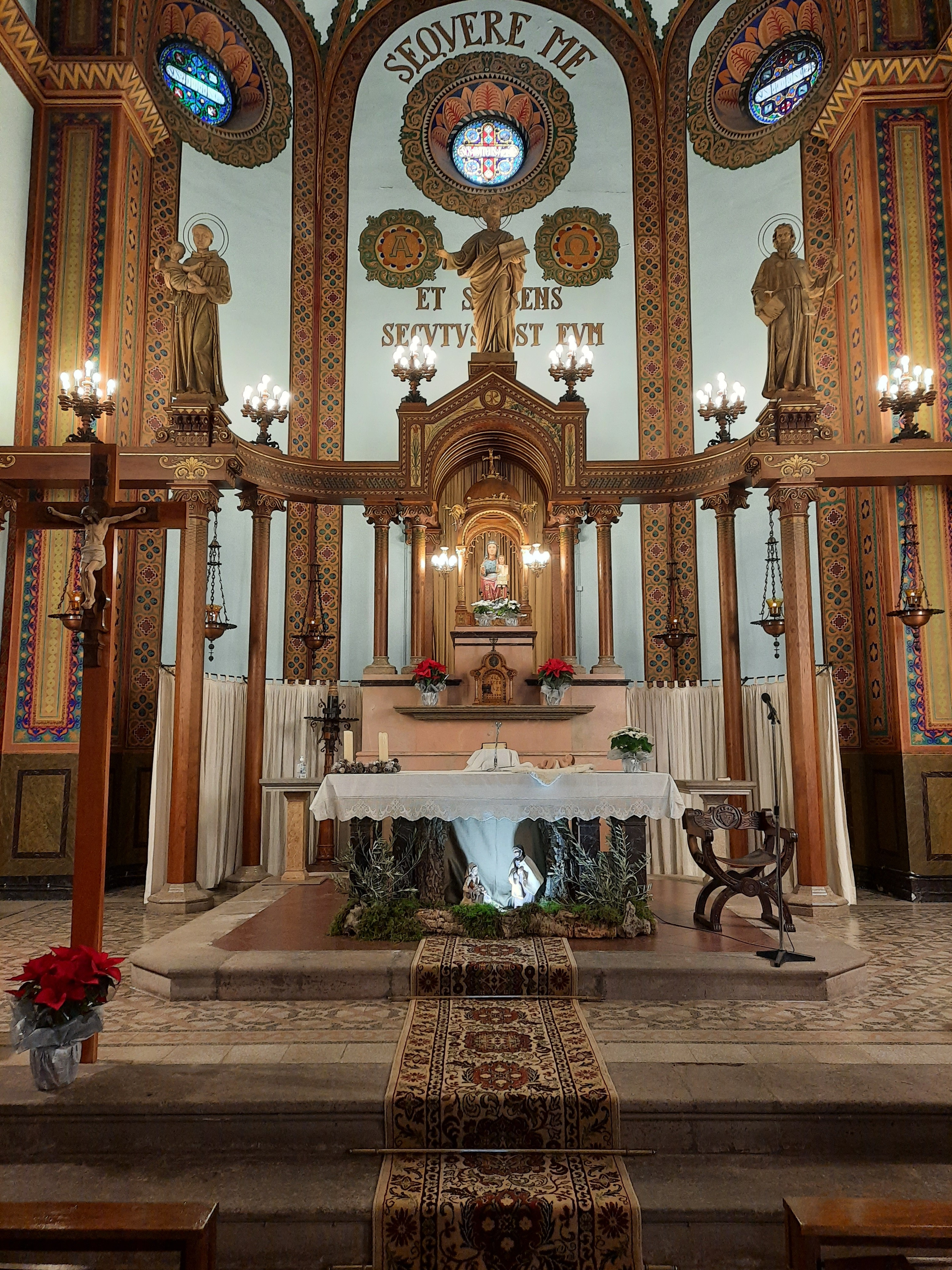
Altar Major de l'església de l'Ametlla: Sant Mateu al centre i a banda i banda: Sant Antoni i Sant Jaume. També hi ha la Mare de Déu de Merola. Imatge pressa durant les festes de Nadal.

### Altar Major
L'Altar Major està dedicat a Sant Mateu, ja que fa honor el fundador de la Colònia: Mateu Serra i Tauran. L'acompanyen Sant Jaume i Sant Antoni que fan honor als seus dos fills: Antoni i Jaume Serra i Feliu que seran els continuadors i consolidadors de la fàbrica Serra i Feliu S.L. i de la Colònia de l'Ametlla de Merola. Des del 20 de maig del 1990 hi ha un cambril dedicat a la Mare de Déu de Merola que dóna nom a l'Ametlla. És una rèplica de la imatge que es venerava de la Parròquia de Merola (nucli rural que es troba a 4 km de l'Ametlla i on hi ha el nostre cementiri).

### Altar de la joventut
Altar de la joventut perquè hi ha els patrons dels joves cristians: Sant Lluís (pels joves cristians. Sant que donarà nom a una de les primeres entitats culturals de la colònia: Els Lluïsos i que van tenir molta importància a la vida cultural de l'Ametlla) i Santa Filomena (per les joves cristianes. Advocació que es van aplegar les noies de la colònia amb l'associació de les Filles de Maria). Aquest altar està presidit per la Puríssima.
Aquesta capella acull el Cor Parroquial i la Capella de Música durant la seva intervenció que fan per la Festa Major (cap de setmana més proper a Sant Mateu, 21 de setembre). Els dies de Setmana Santa s'hi col·loca el Monument, lloc on descansa el Santíssim durant els dies que dura el Tríduum Pasqual (del Dijous Sant fins a la Vetlla Pasqual del dissabte el vespre).

### Altar dels treballadors
L'altar dels treballadors està presidit pel Sagrat Cor i està acompanyat pels patrons dels treballadors de la colònia: a una banda trobem Sant Josep Obrer (1 de maig), com a patró dels treballadors i a l'altra banda trobem Sant Antoni Maria Claret (24 d'octubre), patró dels teixidors i de la gent del tèxtil.

## Espai Bisbe Mons. Àngel Morta i Fíguls

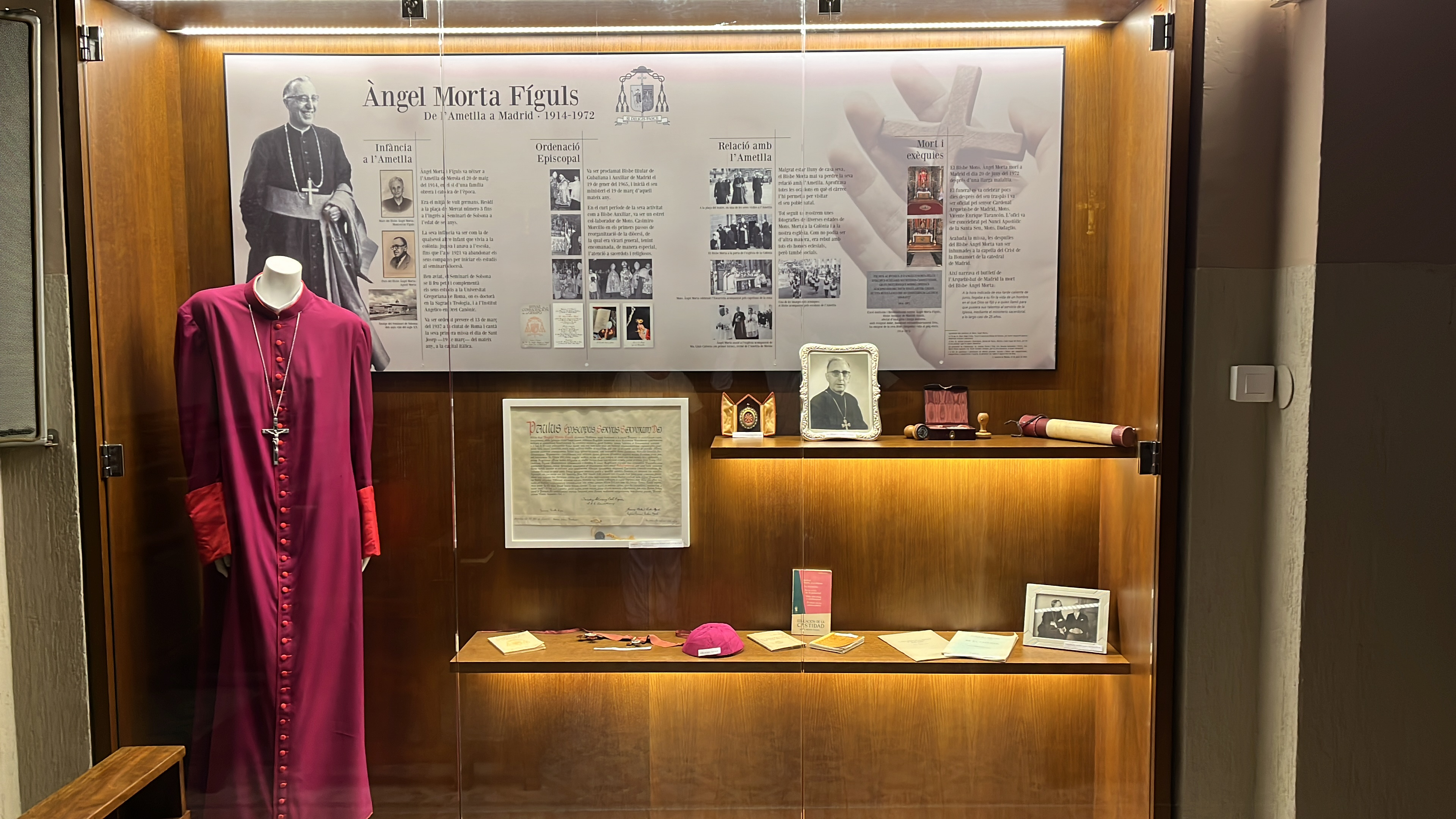
Espai de museu per explicar qui era el Bisbe Morta, els seus orígens i relació amb la Colònia, els seus anys de Bisbe i alguns objectes personals.

Àngel Morta va néixer l’any 1914 al número 3 de la plaça del mercat de l’Ametlla i, després de tota una vida dedicada a l’església, va ser nomenat bisbe titular de Gubaliana i auxiliar de Madrid, l’any 65. Pocs anys després va patir una llarga malaltia que li va acabar provocant la mort, el 20 de juny del 1972.
Per homenatjar un dels fills més il·lustres de l’Ametlla, la Parròquia, juntament amb la família del prelat van organitzar aquest homenatge permanent per recordar la figura del Bisbe Àngel Morta.